# Latécoère 300
Pour les articles homonymes, voir Croix du Sud (homonymie).
Dimensions
L'hydravion Latécoère 300 a été conçu par Marcel Moine et construit à un seul exemplaire, pour le transport du courrier sur la ligne Atlantique Sud, via Dakar au Sénégal, jusqu'à Natal au Brésil. Le tout premier exemplaire, immatriculé F-AKCU, effectue son premier essai de vol, le 16 décembre 1931,sur l'étang de Biscarrosse, avec Gonord et Vergès aux commandes. Mais après déjaugeage et montée en chandelle, en raison d'un problème de centrage, l'appareil plongea à pic et heurta violemment la surface de l'eau ce qui occasionna la rupture du fuselage en deux parties, l'avant coulant aussitôt. Trois exemplaires de série, légèrement différents et nommés Latécoère 301, sont ensuite livrés à Air France entre novembre 1935 et janvier 1936.

## Historique de laCroix-du-Sud

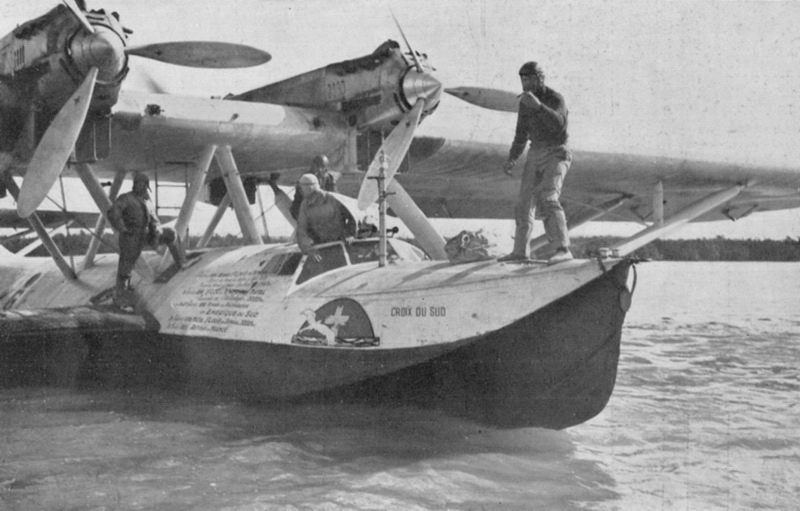
La Croix-du-Sud, aux ordres du commandant Bonnot, arrive le 1 septembre 1934 à Natal. Les sacs de poste, aussitôt extraits de la coque, vont reprendre leur vol à bord d'avions d'Air France.

Le Latécoère 300, reconstruction de l'original, renfloué et ré-enregistré sous le matricule F-AKGF, entre en service en octobre 1932. Cet avion civil sert au transport du courrier pour l'Aéropostale, avec un équipage constitué par la Marine nationale et pour commandant de bord, le capitaine de corvette Roger Bonnot. C'est ce dernier qui lui donne le nom de baptême de Croix-du-Sud, dessinant lui-même son emblème. L'appareil effectue alors son premier grand vol, en reliant du 31 décembre 1933, au 1er janvier 1934, l'étang de Berre à Saint-Louis-du-Sénégal, sans escale, soit 3 679,4 km, battant du même coup, le record du monde de distance en ligne droite en hydravion. S'ensuivit, le 3 janvier suivant, sa première traversée de l'Atlantique Sud, de Dakar à Natal (3 418 km), qu'il réalisa en 18 heures 50 minutes. L'appareil effectua ensuite, du 9 au 27 janvier, un long voyage de propagande, en Amérique du Sud, avant d'entamer son voyage de retour vers l'Europe, le 31 janvier, avec une seconde traversée de l'océan, dans le sens Natal-Dakar. Le 20 février 1934, il part de Hourtin et amerrit sur la Seine à Caudebec-en-Caux. À son arrivée au plan d'eau des Mureaux, le 4 mars 1934, l'équipage fut accueilli avec les honneurs par le général Victor Denain, ministre de l'Air. Les 16 et 17 mai suivants, après révision générale, l'appareil participa depuis Brest, aux manœuvres navales de l'Atlantique Nord, puis au mois de juin, reçut un empennage vertical agrandi, sa surface portée à 15 m2. L'équipage de la Marine effectua ensuite 6 nouvelles traversées océaniques, entre le 30 juillet et le 20 septembre 1934, avant que le capitaine de corvette Bonnot ne laisse le commandement de la Croix-du-sud, au lieutenant de vaisseau Paul Hébrard. Dans un même temps, l'appareil subissait un important chantier de modifications durant lequel son centrage arrière fut amélioré avec une nouvelle implantation de la voilure qui recevait un dièdre de 5°, alors que celui des nageoires était augmenté de + 2,5°. Le Laté 300 reprit ses vols d'essais le 8 avril 1935, aux mains des deux pilotes d'essai du constructeur, Jean Gonord et Pierre Crespy, accompagnés du LV Hébrard et de Daillière. Puis, les 22 et 23 juin suivant, l'équipage composé de Hébrard (chef de bord), Daillières (navigateur), Fernand Rouchon et Cassellari (pilotes), Louis-Bernard Emont (radio) et de Jean Lavidalie (mécanicien), battait un nouveau record du monde de distance pour hydravion (4 338 km) ainsi qu'un record de distance en ligne brisée de 4 449 km, en 31 heures de vol, en volant de Cherbourg à Ziguinchor au Sénégal, mais avec pour objectif initial Conakry. Le précédent record, de 4 131 km, avait été repris à la Croix-du-Sud par un équipage italien aux commandes d'un CANT Z.501, et réalisé du 18 au 19 octobre 1934. Ce dernier équipage récupérera le record, le 16 juillet 1935 avec un vol de 4 930 km, alors que la Croix-du-sud effectuait sa 8e traversée de l'Atlantique Sud avant sa livraison aux équipages civils de Air France.
Le 7 décembre 1936 à l'aube (4h32 GMT), l'appareil, avec Jean Mermoz aux commandes, décolla de l'hydrobase de Dakar Bel-Air pour sa 25e traversée postale, sous les yeux du chef de la base, Henri Guillaumet. Les autres membres de l'équipage étaient, Alexandre Pichodou second pilote préféré à Louis Lanata, initialement prévu, Jean Lavidalie mécanicien navigant, Henri Ézan navigateur, et Edgar Cruveilher au poste de radiotélégraphiste.
À 4 h 40, l'hydravion revenait à l'hydrobase, Mermoz annonçant « une des hélices à pas variable ne passe pas au grand pas » et exprimait le souhait de changer d'avion après avoir fait transborder le courrier à terre. Mais aucun autre appareil n'étant disponible, des réparations sont alors effectuées sur la Croix-du-Sud. Il semble bien qu'il n'y ait eu qu'un simple nettoyage d'une fuite d'huile sur le réducteur de pas d'hélice du moteur arrière droit, qui induisait un faux contact. L'équipage redécolla peu avant 7 heures. Jusque 10 heures, le poste de radio de Dakar-Ouakam reçut les messages TVB (tout va bien) jusqu'au message fatidique de 10 h 47 : « Coupons moteur arrière droit », (" Avons coupé moteur arrière droit ", selon le rapport officiel de Air France). Malgré de nombreuses recherches entreprises, on ne retrouva aucune trace de l'appareil ni de son équipage.
Le message du radio ayant été brusquement interrompu, l'hypothèse la plus vraisemblable retenue est celle d'une rupture du réducteur du moteur arrière droit, ce qui aurait entraîné la libération de l'hélice de son axe. Dans sa course, cette dernière aurait alors découpé la dérive ou le fuselage et probablement sectionné les commandes de vol courant dans la partie arrière de l'avion rendant ce dernier incontrôlable, l'appareil volant à environ 500 mètres au-dessus des flots.
Il est à noter qu'avant son vol fatal, le Laté-300 connut différents incidents de vol, notamment le 13 janvier 1936, où le pilote Fernand Rouchon préféra faire demi-tour sur un vol de Natal à Dakar, une importante fuite d'huile moteur s'étant déclarée, une avarie du réducteur semblant déjà en être la cause.

## Latécoère 301
Le Ministère de l'Air commande trois Latécoère 301 civils type Croix-du-Sud pour la compagnie Air France, le 1er octobre 1935 ainsi que 3 versions militaires Laté 302 pour reconnaissances maritimes. Légèrement différentes, ces versions seront maintes fois critiquées par leurs équipages en raison de leur importante instabilité. Visuellement, ils diffèrent principalement du Laté 300 par un cockpit se prolongeant, avec des vitres latérales, jusqu'à la pointe avant de l'appareil. Les immatriculations des versions civiles étaient les suivantes : 
- F-AOIK, livré le 30 novembre 1935, baptisé Orion puis Ville de Buenos Aires. Affecté à la ligne Dakar-Natal, il disparaît le 10 février 1936 lors de sa 4e traversée de l'Atlantique Sud, dans le sens Natal/Dakar, avec tout son équipage, composé de Ponce, Parayre, Marrec, Lhotellier, Alexandre Collenot ainsi que de Émile Barrière, directeur du réseau AMS d'Air France, qui était à bord en tant que passager ;
- F-AOIL, livré le 18 janvier 1936, baptisé Eridan puis Ville de Rio. Affecté à la ligne Dakar-Natal, il effectua 26 traversées de l'Atlantique Sud ;
- F-AOIM, livré le 22 janvier 36, baptisé Nadir puis Ville de Santiago. Affecté à la ligne Dakar-Natal, il effectua 18 traversées de l'Atlantique Sud avant d'être réquisitionné par l'Aéronavale en août 1936 puis militarisé en 1938 et rebaptisé Lieutenant de vaisseau de l'Orza. Il fut pris par l'armée allemande à Biscarrosse en juillet 1940.

## Latécoère 302
- Codé E4-1, baptisé Guilbaud.
- Codé E4-2, baptisé Cavelier de Cuverville.
- Codé E4-3, baptisé Mouneyrès (1er vol effectué en février 1936), en hommage à Hervé-Marcel Mouneyrès.